# Kim Kyu-jong
Dans ce nom coréen, le nom de famille, Kim, précède le nom personnel.
Kim Kyu Jong (Hanja : 金圭鐘 ; Hangeul : 허영생) né le 24 février 1987 à Jeonju, est un chanteur, danseur et mannequin sud-coréen, et membre du boys band SS501.

## Biographie

### Débuts

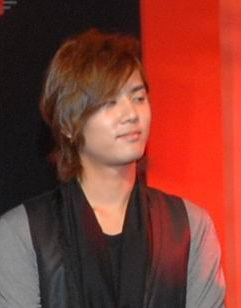
Kim Kyu Jong en août 2008 avec SS501.

Il fait ses débuts en tant que chanteur au sein du groupe SS501, le 8 juin 2005. En 2006, il travaille comme DJ au programme radio SS501's Youngstreet sur la radio-télédiffusion Seoul Broadcasting System (SBS) en remplaçant Heo Young Saeng qui doit se faire opérer du larynx. Il est donc avec son partenaire de SS501, Park Jung Min.
Il débute en tant qu'acteur en 2006 sur M!net dans la série télévisée dramatique Break. Kim joue le rôle d'un b-boy, et montre ses talents d'acteur et de danseur.
En 2008, comme Park Jung Min joue dans la comédie musicale Grease, et Kim Hyun-joong dans la série télévisée Boys Over Flowers, l'album des SS501 qui devait sortir fin d'année 2008, est repoussé à juillet 2009. Il forme donc avec Heo Young Saeng et Kim Hyung Jun une sous-unité, du nom de Triple S. Ce nom fut rapidement abandonné car ils pensent n'être que 5 membres ne faisant plus qu'un, peu importe les conséquences. Ils continuent donc sous le nom de SS501 et sortent le 25 novembre 2008 un mini-album appelé Ur Man. Le trio SS501 remporte plusieurs trophées (les premiers trophées de l'année 2009).
Après avoir fini la promotion de Ur Man, Triple S s'attaque à 내 머리가 나빠서 (Because I'm stupid), qui est la bande originale de Boys Over Flowers. Cette chanson est très bien accueillie par les netizens à la suite du succès de la série. Ils gagnent le prix de « La Chanson du mois » (février), à la cérémonie du 32e Cyworld Digital Music Awards le 28 mars 2009, avec environ 110 000 téléchargements.
Entre 2006 et 2007, il joue dans la comédie musicale Goong (Les Heures d'une Princesse en VF) dans laquelle il incarne Lee Shin (이신), spin-off de la série télévisée Goong - l'Amour dans le Palais.
Kim Kyu Jong a rejoint du 21 novembre 2008 à mai 2009 l'émission God Of Cookery Expedition, diffusée sur MBC en Corée du Sud.

### 2010 - 2011: Arrêt du contrat avec la DSP Entertainment et continuation en solo
En juin 2010, à cause de l'expiration du contrat du groupe avec la DSP Entertaiment, les SS501 doivent se séparer. Tous les membres ont par la suite signé des contrats avec d'autres labels, et poursuivent donc chacun une carrière en solo, mais les cinq membres promettent de tout faire pour maintenir les activités du groupe.
Kim Kyu Jong a sorti son premier mini-album solo, Turn Me On, le 27 septembre 2011.
En octobre 2011, Jong a interprété le rôle de Nicky dans le drame Go! Mrs. Go! diffusé sur CSTV en Corée du Sud.
Le 9 novembre 2011, il participe au Festival de Musique de Tokyo 2011, avec d'autres artistes coréens et japonais, au Saitama Super Arena (Japon).

### 2011 - 2014: Carrière solo et service militaire
Début 2012, le leader Kim Hyun-joong annonce lors d'une interview que le groupe sera de retour avec une tournée et un nouvel album en fin d'année.
Le 20 juillet 2012, Kim Kyu-jong sort son nouveau mini-album coréen, Meet Me Again, peu de temps avant de partir effectuer son service militaire, obligatoire pendant deux ans en Corée du Sud. Le retour des SS501 est repoussé à une date ultérieure.

### Depuis 2014
Kim Kyu-jong est libéré de ses obligations militaires le 22 juillet 2014.

## Discographie

### Solos
- Hikari (光) (Kokoro, août 2007)
- Never Let You Go (Ur Man, novembre 2008)
- Wuss Up (SS501 Solo Collection, juin 2009)
- 2011 : Yesterday

| Année | Informations sur l'album                                                                                | Liste des titres |
| ----- | --- | --- |
| 2011  | Turn Me On - 1er mini-album - Sortie : 27 septembre 2011 - Label : B2M Entertainment - Langage : Coréen | 1. No More Yes 2. Yesterday (부제 : 어제보다 슬픈 오늘…) 3. My Love (feat Heo Young Saeng) 4. Get Ya' Luv 5. Get Ya' Luv (Version acoustique) |

| Année | Informations sur l'album                                                                | Liste des titres |
| ----- | --------------------------------------------------------------------------------------- | --- |
| 2012  | Meet Me Again - Sortie : 20 juillet 2012 - Label : B2M Entertainment - Langage : Coréen | 1. 소중한 사람 (Precious Person) 2. One Luv [Duo avec 태완 a.k.a C-Luv, feat. Shorry J] 3. 고마워 (Thank You) [feat. ThanKYU] 4. 소중한 사람 (Precious Person, version instrumentale) |

## Filmographie

### Talk Show
- Break (M!net, 2006)
- SETI - Searching for Extra-Terrestrial Intelligence (Daum, 2009)
- Saving Madame Go Bong Shil - CSTV (2011)

### Dessin animé
- Festin de requin (version coréenne, 2006) ; voix de Clam

### Shows TV
- Manwon Haengbok (MBC, épisodes du 19 avril 2008 et 26 avril 2008)
- Shopping King (Olive, 13 mai 2008)
- God of Cookery Expedition (MBC, 21 novembre 2008 à mai 2009)
- Strong Heart (janvier 2012)

### Show Radio
- Seoul Broadcasting System (SBS) : SS501's Youngstreet (21 août 2006)